# Ivan Turk (arheolog)
Ivan (Janez) Turk, slovenski arheolog, * 31. marec 1946, Ljubljana.
Turk je leta 1972 diplomiral na Filozofski fakulteti v Ljubljani, na kateri je 1996 opravil tudi doktorat. V letih 1971 do 1975 je bil knjižničar na oddelku za arheologijo na Filozofski fakulteti, potem pa je do upokojitve delal na Inštitutu za arheologijo ZRC SAZU.
Turk raziskuje paleolitska najdišča v Sloveniji, sondiral je več jamskih najdišč in 3 najdišča na prostem ter pri tem odkril paleolitski postaji Vilharjeva in Apnarjeva jama. Njegovo najpomembnejše paleolitsko najdišče pa so Divje babe I nad zaselkom Reka v dolini Idrijce, na katerih je vodil izkopavanja med letoma 1989 in 1999. Tu je bilo izkopano najstarejše koščeno glasbilo, datirano v obdobje med 55.000– 65.000 let pr. n. št.